# Antiplanes diomedea
Antiplanes diomedea é uma espécie de gastrópode do gênero Antiplanes, pertencente a família Pseudomelatomidae.